# Kultura praska
     kultura praska
     kultura pieńkowska
     Pierwotne siedziby Gotów (Götaland)
     Gotlandia
     kultura wielbarska
     kultura czerniachowska
     Imperium Romanum
     kultura przeworska
     kultura zarubiniecka

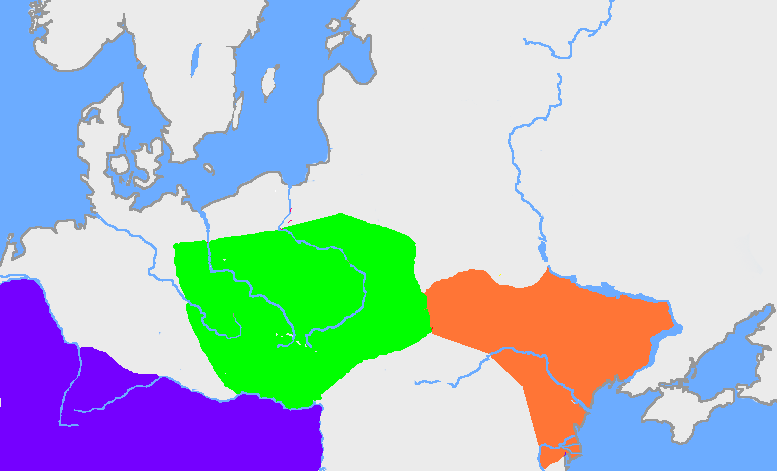
Kultury archeologiczne V wieku n.e.
kultura praska
kultura pieńkowska

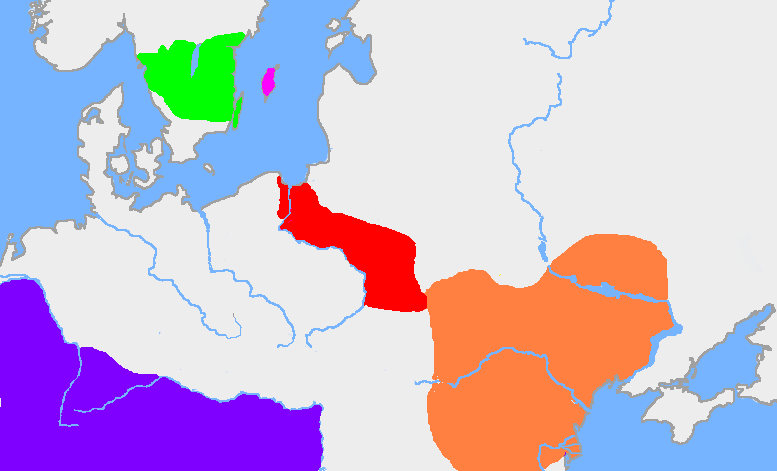
Kultury archeologiczne w III wieku
Pierwotne siedziby Gotów (Götaland)
Gotlandia
kultura wielbarska
kultura czerniachowska
Imperium Romanum

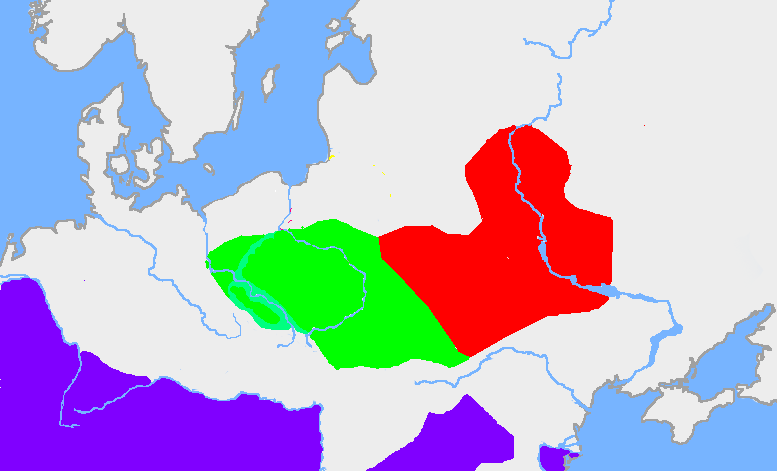
Kultury archeologiczne u progu I wieku n.e.
kultura przeworska
kultura zarubiniecka

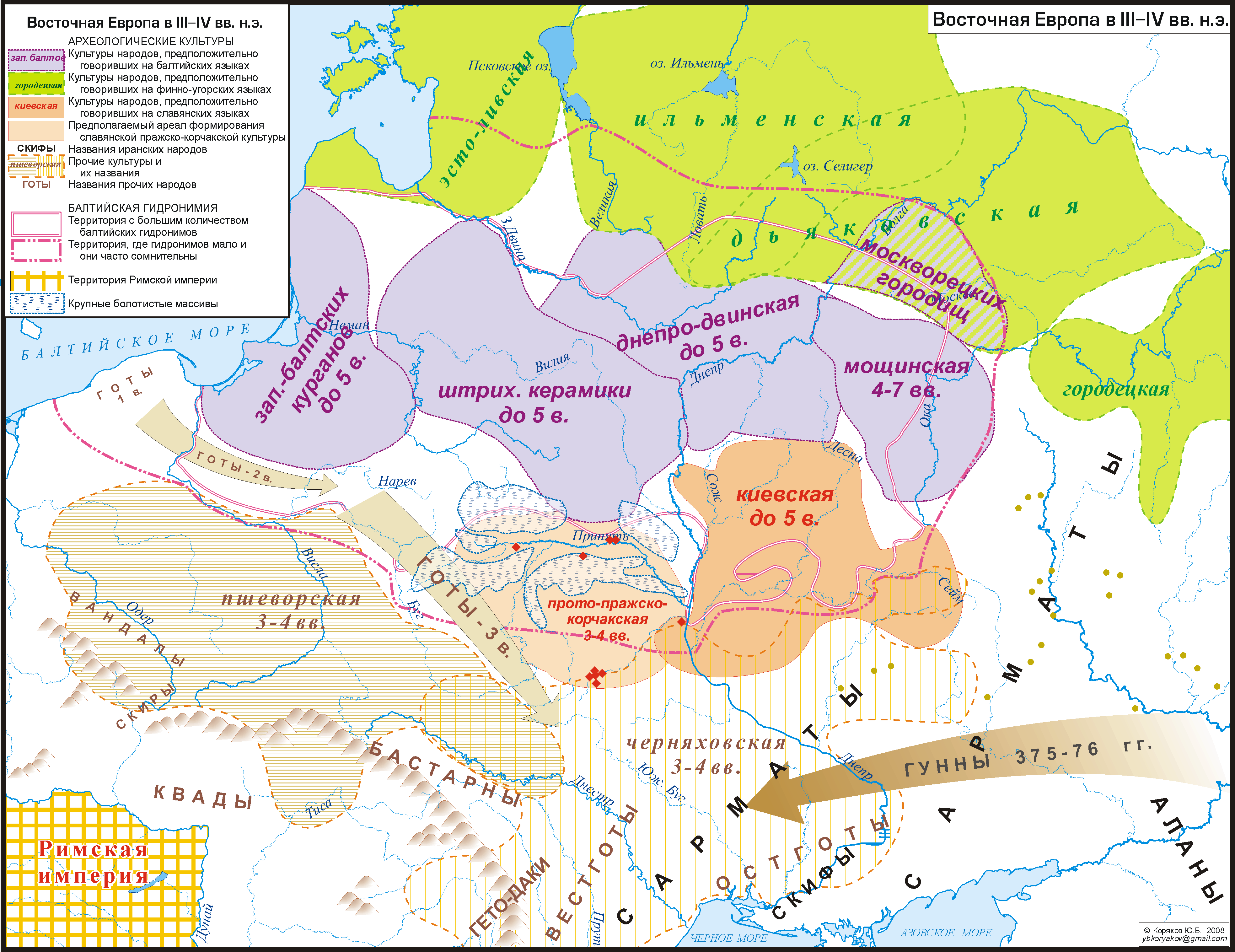
Hipotetyczna kolebka kultury praskiej w III–IV w. (zaznaczona kolorem łososiowym, opisana jako „прото-пражскo-корчакская”)

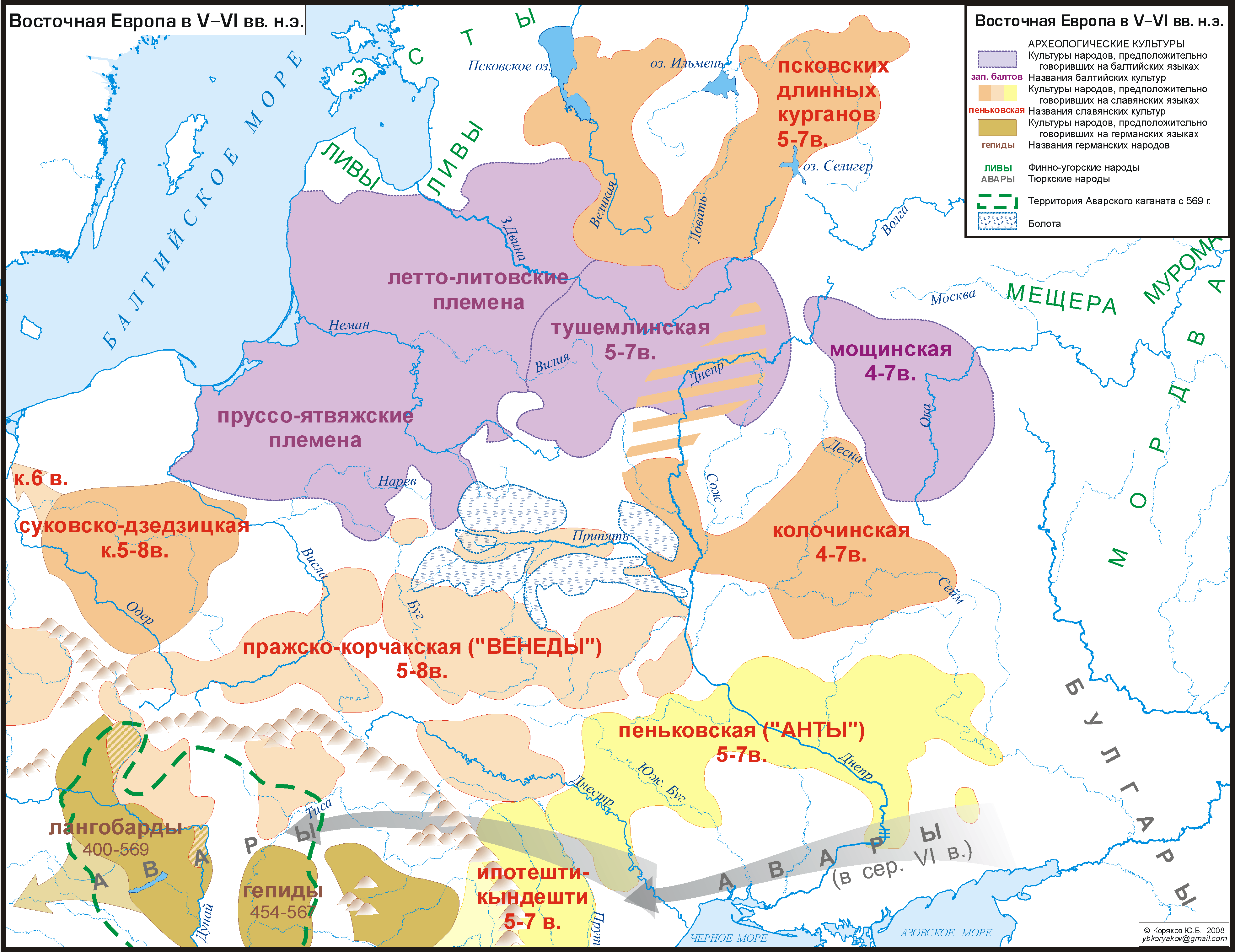
Europa Wschodnia w V–VI wieku

Kultura praska – kultura archeologiczna wczesnego średniowiecza rozwijająca się między V a VII w. n.e., na terenach Europy Środkowej. Obejmowała początkowo górne i częściowo środkowe dorzecze Dniepru. W V w. n.e. kultura ta przeniknęła na terytorium obecnej Polski, Czech, Austrii, Słowacji, wschodnich Niemiec oraz na południowy wschód Europy.
Nazwa kultury wywodzi się od stanowisk archeologicznych przebadanych wokół Pragi w roku 1939 przez czeskiego archeologa I. Borkowskiego.

## Powstanie, obszar i zanik
Kultura ta powstała w wyniku ekspansji osadniczej Hunów na tereny zajęte poprzednio przez zróżnicowaną etnicznie ludność osiadłą kultury czerniachowskiej oraz kultury kijowskiej. Zapoczątkowało to rozwój nowych kultur archeologicznych znanych jako kultura praska, kultura pieńkowska i kultura kołoczyńska. Zespoły kulturowe wyodrębnione na tym terenie uważane są przez historyków oraz archeologów za wczesnosłowiańskie.
Nazwa kultury pochodzi od typu ceramiki odkrytej i wyodrębnionej na terenie Czech. Klasyfikacji dokonano zarówno pod względem techniki produkcji tych naczyń, jak również jej form.
Kultura praska, wywodzona wraz z pozostałymi dwiema kulturami wczesnosłowiańskimi z kultury kijowskiej, rozwinęła się po części na bazie wcześniejszej kultury czerniachowskiej w jej zachodniej części, przyjmując charakterystyczne dla tej kultury przejawy produkcji dóbr materialnych. Kultura praska jest identyfikowana ze Sklawinami, zachodnim odłamem Słowian wzmiankowanym w kronice Jordanesa.
Od wschodu kultura ceramiki praskiej graniczyła z kulturą pieńkowską i (bardziej na północ) kulturą kołoczyńską, a od strony północno-zachodniej (prawe dorzecze rzeki Wisły po dorzecza Odry oraz Łaby) z kulturami ceramiki dwustożkowej, tzw. typ feldbarski (czasami jako grupę kultury praskiej wyodrębnia się Sukow-Dziedzice obejmującą tereny m.in. Polan).
Na obszarze zajmowanym przez kulturę praską między VIII/IX w. n.e. wykształciły się następnie wczesnoplemienne kultury archeologiczne Słowian zachodnich (zob. Geograf Bawarski).

## Cechy charakterystyczne
- Niewielkie osiedla lokowane wzdłuż rzek.
- Drewniane kwadratowe chaty z płytkim podpiwniczeniem zagłębione w ziemię (tzw. półziemianka) oraz umieszczonym w narożniku glinianym lub kamiennym piecem kopułkowatym (lub paleniskiem).
- Proste, lepione ręcznie, z brunatnej gliny z dużą domieszką piasku, najczęściej nie zdobione ceramiki; garnki tzw. typ praski oraz typ Korczak (nazwa dotyczy wschodniej części omawianej kultury, zob. Dulebowie). Obszar występowania ceramiki typu praskiego oraz ceramiki do niej zbliżonej typu Korczak pokrywa się z dawnym obszarem występowania kultury przeworskiej, tj. Polski Środkowej, Polski Południowej, Czech i Moraw, ziemiami środkowo-połabskimi, Słowacją, obejmuje także tereny na południe od rzeki Dunaj.
- Zmarłych po spaleniu, chowano razem ze szczątkami stosu pogrzebowego w urnach popielnicowych, które składano następnie na płaskich cmentarzach.

## Stanowiska archeologiczne
- Osada kultury praskiej z przełomu V/VI w. n.e.–VII w. n.e. w Bachórzu[1], największe systematycznie zbadane osiedle wczesnosłowiańskie w Polsce.
- Grodzisko Haćki z VI wieku
- osada w Uroczysku Szczekotowo (stan. 3 i 5) w leśnictwie Postołowo w Puszczy Białowieskiej[2]
- Koźliki, stan. 3, pow. hajnowski
- Klukowicze, stan.2
- Drohiczyn
- Sowa-Kozarówka
- Klukowo, stan. 2
- Izdebki-Błażeje

## Publikacje
- Witold Hensel „Polska starożytna”, 1988
- Witold Hensel „Słowiańszczyzna wczesnośredniowieczna”, 1987
- Józef Kostrzewski „Prehistoria ziem polskich” (wraz z R. Jakimowiczem i S. Krukowskim, 1939, reedycja 1948),
- Józef Kostrzewski „Kultura prapolska” (1947, wydanie 3: 1962),
- Józef Kostrzewski „Zagadnienie ciągłości zaludnienia ziem polskich w pradziejach” (1961),
- Józef Kostrzewski „Pradzieje Polski” (wraz z W. Chmielewskim, K. Jażdżewskim, 1965).
- Andrzej Buko. „Archeologia Polski wczesnośredniowiecznej”, Wydawnictwo Trio, 2005
- Kazimierz Godłowski. Zagadnienie ciągłości kulturowej i kontynuacji osadniczej na ziemiach polskich w młodszym okresie przedrzymskim, okresie wpływów rzymskich i wędrówek ludów, „Archeologia Polski”, t. XXI, z. 2, s. 378–401. 1976
- Kazimierz Godłowski. Z badań nad zagadnieniem rozprzestrzenienia Słowian w V–VII w. n.e., Kraków. 1979
- Michał Janusz Parczewski. Najstarsza faza kultury wczesnosłowiańskiej w Polsce, Kraków. 1988
- Michał Janusz Parczewski. Początki kultury wczesnosłowiańskiej w Polsce. Krytyka i datowanie źródeł archeologicznych, Wrocław 1988; (tenże), Piętnasty sezon badań wykopaliskowych na stanowisku 16 w Bachórzu pow. Rzeszów, Materiały i Sprawozdania Rzeszowskiego Ośrodka Archeologicznego XXI, Rzeszów 2000, s. 271–283; (tenże), Wczesnosłowiańskie odkrycia w Bachórzu, pow. Rzeszów, [w:] Polonia Minor Medii Aevi, pod red. Z. Woźniaka, Kraków 2003.
- Wielka Historia Polski, tom I – „Najdawniejsze dzieje ziem polskich (do VII w.)”, Piotr Kaczanowski, Janusz Krzysztof Kozłowski, wyd. Fogra Kraków 1998

## Zobacz też

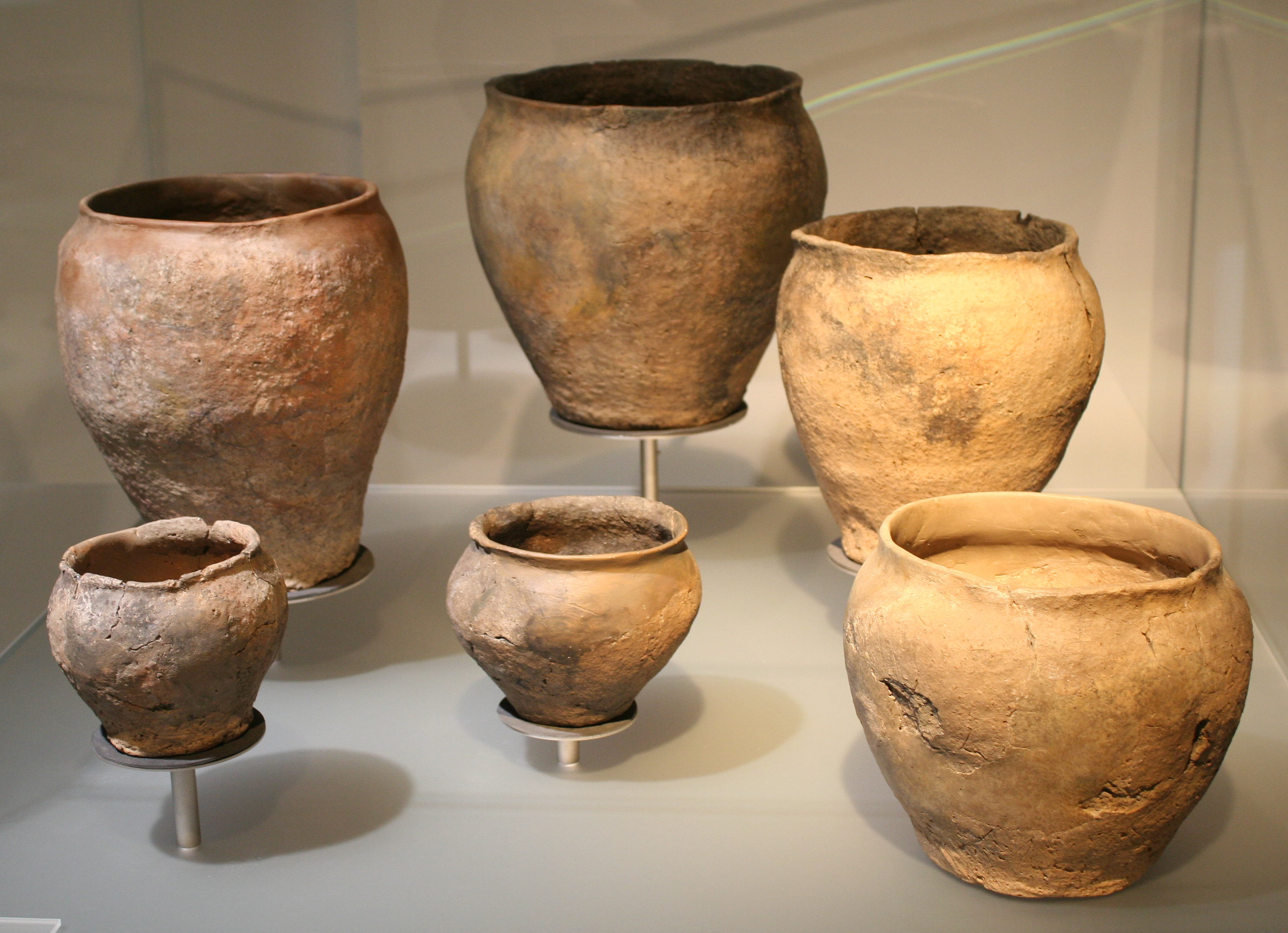
Ceramika kultury praskiej
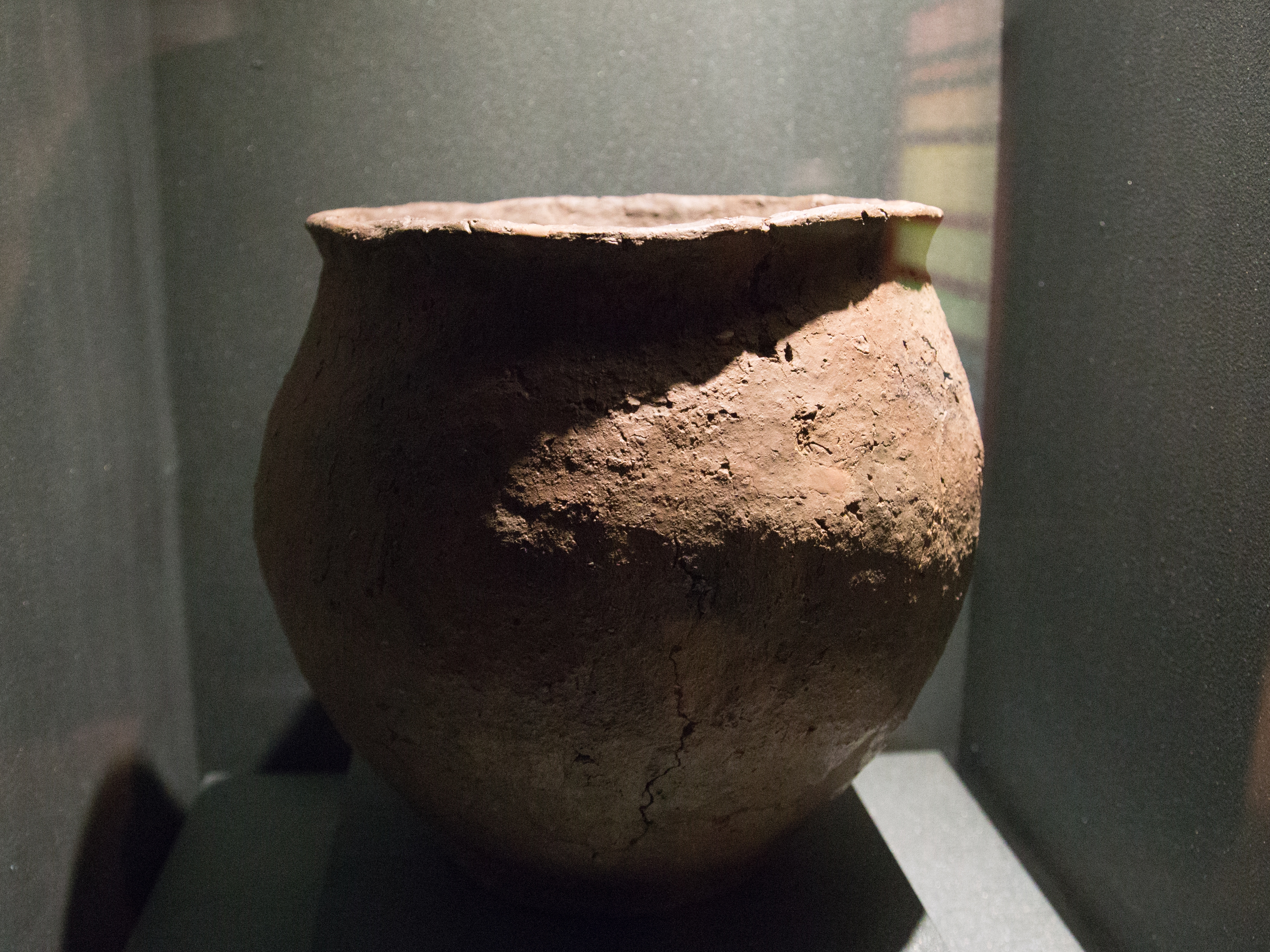
Ceramika kultury praskiej